# Clint Gosling
Pour les articles homonymes, voir Gosling.
Clint Gosling, né le 1er mai 1960, est un footballeur international néo-zélandais. Il évolue au poste de gardien de but du milieu des années 1970 au milieu des années 1990. Il est actuellement l'entraîneur des gardiens de la sélection néo-zélandaise depuis 2011.

## Biographie

### Carrière internationale
Clint Gosling est convoqué pour la première fois en sélection par le sélectionneur national Allan Jones le 20 octobre 1984 lors d'un match contre les Fidji pour un match nul 1-1. Il reçoit sa dernière sélection le 6 juin 1993 contre l'Australie pour une défaite par 3-0.
Il joue 12 matchs comptant pour les éliminatoires des Coupes du monde 1990 et 1994.
Au total, il compte 39 sélections en équipe de Nouvelle-Zélande entre 1984 et 1993.

## Palmarès
- Avec le Sydney Olympic :
  - Champion d'Australie en 1990